# Religion des antiken Griechenland

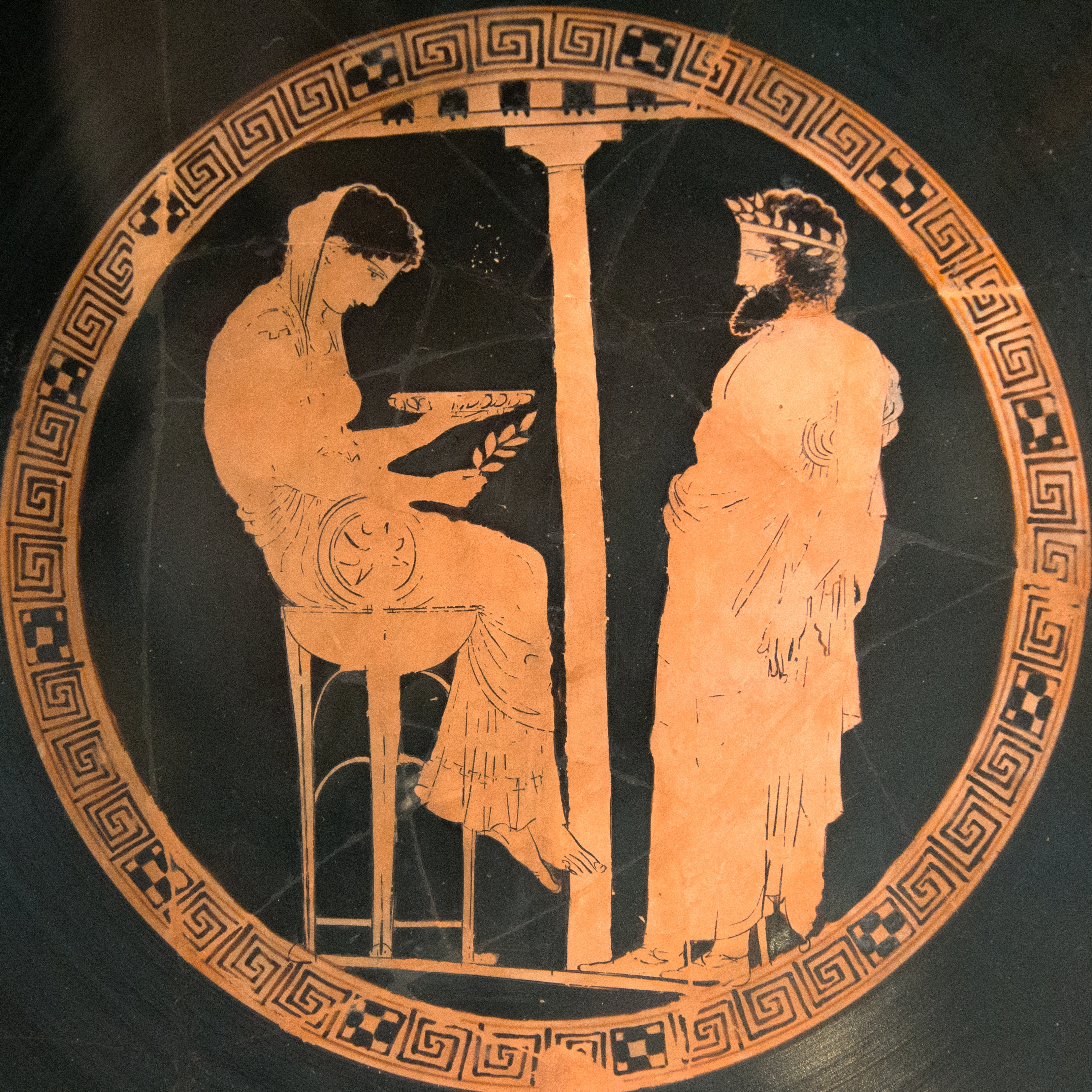
Aigeus (rechts) konsultiert das Orakel von Delphi. Attisch-rotfigurige Kylix, 440–430 v. Chr., aus Vulci.

Die Religion des antiken Griechenlands umfasst eine Reihe von Glaubensvorstellungen, Ritualen und Mythen, die ihren Ursprung in der griechischen Antike sowohl in der Form populärer Volksfrömmigkeit als auch offizieller Kultpraktiken haben. Viele Elemente dieser religiösen Bereiche fanden sich in analoger Ausprägung in der gesamten griechischen Welt wieder. Jedoch konnten hierbei erhebliche regionale Unterschiede auftreten. Daher ist es besser, von griechisch geprägten Lokalreligionen zu sprechen.
Die meisten antiken Griechen verehrten die zwölf olympischen Hauptgottheiten – Zeus, Hera, Poseidon, Demeter, Athene, Ares, Aphrodite, Apollon, Artemis, Hephaistos, Hermes sowie Hestia oder Dionysos –, während sich auch philosophische Strömungen wie die Stoa oder einige Richtungen des Platonismus einer Sprache bedienten, die eine transzendente Gottheit anzunehmen scheint. Die Verehrung dieser und verschiedener anderer Gottheiten fand in der ganzen griechischen Welt statt. Allerdings waren diese oft mit unterschiedlichen Epitheta bedacht, welche die verschiedenen Aspekte der jeweiligen Gottheit betonten, und oftmals auch die Aufnahme fremder lokaler Gottheiten in das panhellenische Pantheon widerspiegelten.
Die religiöse Praxis der Griechen breitete sich weit über die Grenzen ihres Mutterlandes aus, von griechischen Kolonien im westlichen Mittelmeerraum wie Massalia (Marseille) über Magna Graecia und die Inseln und Küsten Ioniens bis hin zu entlegenen Städten mit griechischen Kulten weit im Osten wie beispielsweise Ai Khanoum. Frühe italische Religionen wie die etruskische Religion wurden durch die griechische Religion beeinflusst und hatten ihrerseits starken Einfluss auf die Religion des antiken Rom.

## Religiöser Glaube

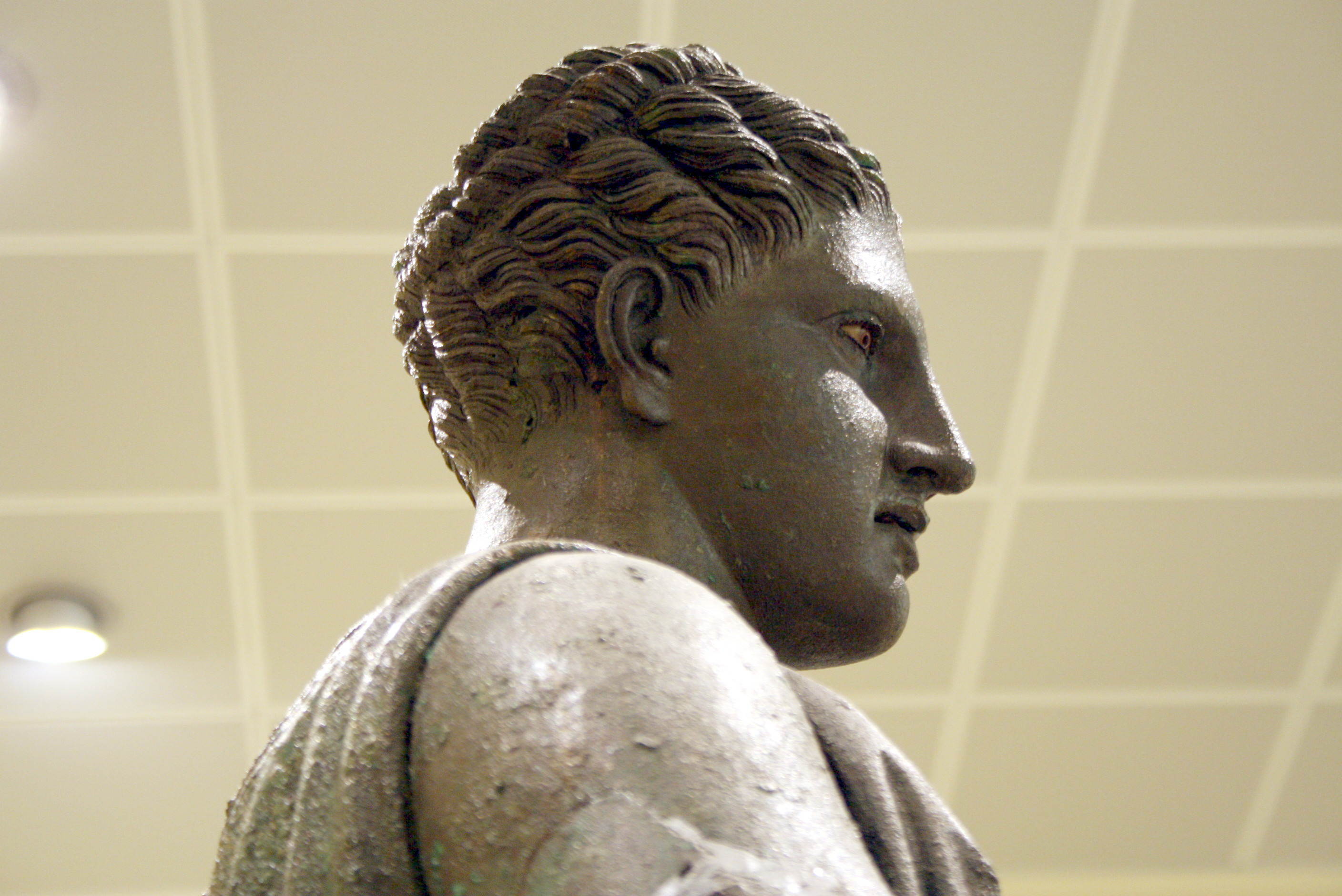
Statue der Artemis, diente wohl als Kultbild in einem Tempel, viertes Jahrhundert v. Chr., gefunden in Piräus.

Während es wenige Auffassungen gab, die für alle Griechen universale Bedeutung hatten, so wurden doch einige allgemeine Glaubensinhalte von vielen geteilt.

### Die Götter
Die antike griechische Religion war polytheistisch. Dementsprechend ging man davon aus, dass viele Götter und Göttinnen, sowie eine Anzahl von weniger mächtigen übernatürlichen Wesen verschiedener Art existierten. Man stellte sich eine Hierarchie der Götter mit Zeus, dem König der Götter, an der Spitze vor. Dieser verfügte jedoch nicht über die alleinige Macht. Manche Gottheiten beherrschten bestimmte Aspekte der Natur: Zeus etwa war der Gott des Himmels, der Blitz und Donner aussendet, Poseidon herrschte über das Meer und Erdbeben, Hades übte seine Macht in der Unterwelt aus und Helios kontrollierte die Sonne. Andere Gottheiten herrschten über abstrakte Konzepte, so war Aphrodite die Göttin der Liebe. Alle bedeutenden Gottheiten wurden in anthropomorpher Form vorgestellt, wobei sie oftmals auch in der Lage waren, die Gestalt von Tieren oder Naturphänomenen anzunehmen.
Die Götter der Griechen waren unsterblich, aber weit davon entfernt, allgütig oder gar allmächtig zu sein. Sie unterstanden dem Schicksal, das die griechische Mythologie als Moiren kennt und jegliche göttliche Macht übertraf. So zeigt etwa das Beispiel von Odysseus, dessen Schicksal es war, nach dem Trojanischen Krieg auf seine Heimatinsel Ithaka zurückzukehren, dass die Götter zwar seine Heimreise verlängern und erschweren, aber letztendlich nicht aufhalten konnten.

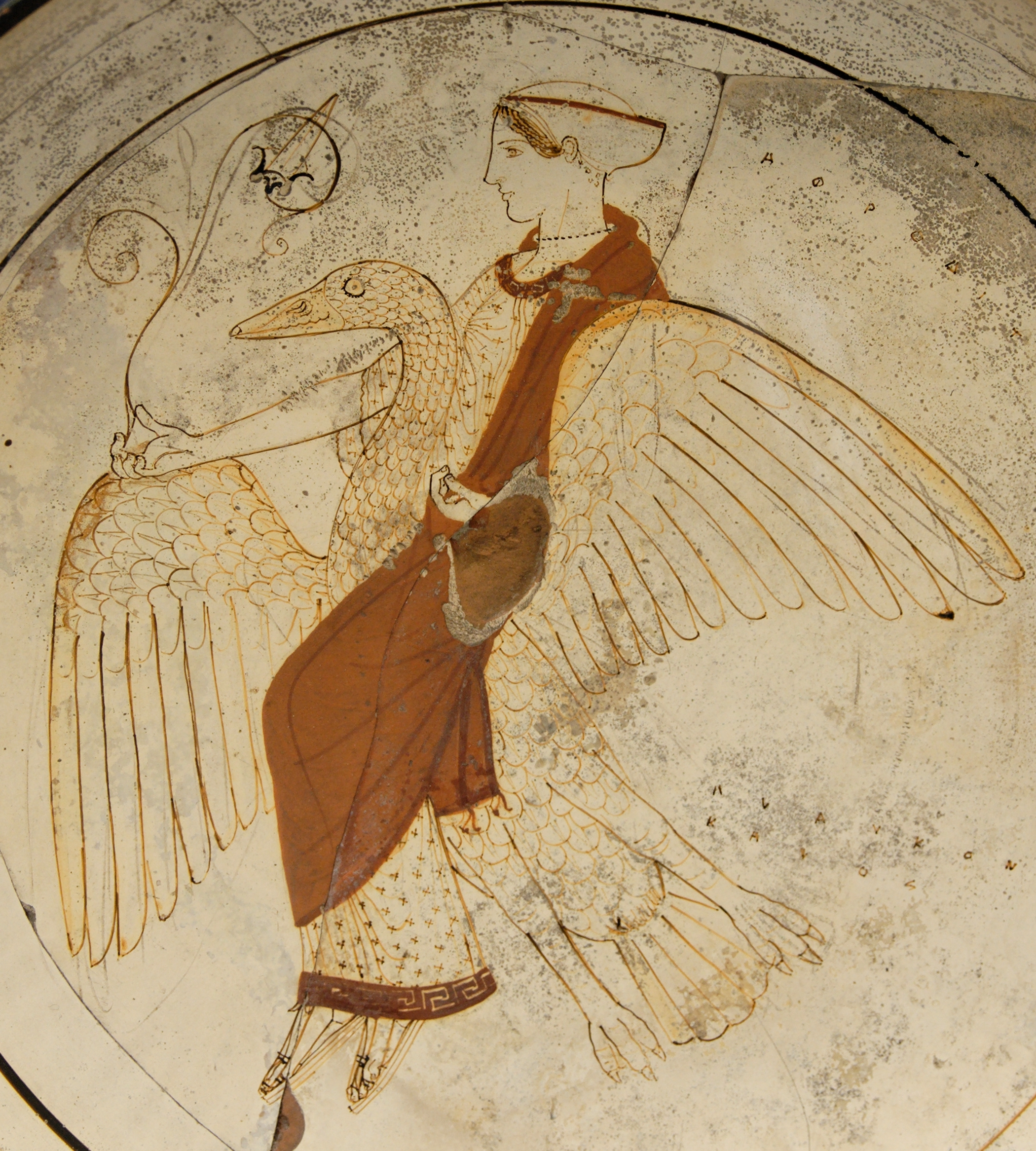
Aphrodite reitet einen Schwan, attisch-rotfigurige Kylix auf weißem Grund, um 460 v. Chr., aus Kameiros (Rhodos).

Die Götter der Griechen verhielten sich wie Menschen und hatten menschliche Laster. Sie verkehrten mit Menschen und zeugten manchmal sogar Kinder mit ihnen. Zwischen manchen Göttern bestanden Rivalitäten, die bei Gelegenheit auch ausgetragen wurden. So berichtet die Ilias, dass im Trojanischen Krieg Aphrodite, Ares und Apollon die trojanische Partei unterstützten, während Hera, Athene und Poseidon auf der Seite der Griechen standen (Theomachie).
Manche Götter waren besonders mit einem bestimmten Ort verbunden. Athene war mit Athen verbunden, Apollon mit Delphi und Delos, Zeus mit Olympia und Aphrodite mit Korinth. Neben ihnen wurden in diesen Städten aber auch andere Götter verehrt. Es war auch möglich, dass Götter mit Orten oder ganzen Ländern außerhalb Griechenlands verbunden wurden. Poseidon stand mit Äthiopien und Troja in Verbindung, Ares mit Thrakien.
Die Identität von Götternamen bedeutete nicht, dass die Götter allerorten auch einen ähnlichen Kult erhielten; die Griechen waren sich selbst sehr wohl bewusst darüber, dass die in Sparta als jungfräuliche Jägerin verehrte Artemis mit der in Ephesus verehrten Artemis, die als Fruchtbarkeitsgöttin vorgestellt wurde, nicht viel gemeinsam hatte. Obwohl sich die Verehrung der Hauptgottheiten von Ortschaft zu Ortschaft ausbreitete, und obwohl die meisten größeren Städte mit Tempeln für mehrere Hauptgottheiten ausgestattet waren, bestand die Identifikation verschiedener Götter mit verschiedenen Orten bis zum Ende fort.
Die antiken Quellen zur griechischen Religion geben viel Auskunft über den Kult, aber sehr wenig über die Glaubensüberzeugungen, da die Griechen im Allgemeinen dem Glauben weit weniger Bedeutung beimaßen als dem Handeln.

### Leben nach dem Tod
Die Griechen glaubten an eine Unterwelt, in der die Seelen der Toten wohnten. Einer der größten Bereiche dieses Totenreichs, der Hades, wurde von Hades beherrscht, einem Bruder von Zeus. Ebenso sehr bekannt ist der Tartarus, ein Ort der Folter für die Verdammten, und das Elysion, ein Ort der Freude für die Rechtschaffenen. In der frühen mykenischen Religion gingen alle Toten in den Hades, während erst der Aufstieg der Mysterienkulte im archaischen Zeitalter zur Entstehung von Orten wie dem Tartaros und dem Elysion führten.
Von einigen legendären Griechen wie Achilleus, Alkmene, Amphiaraos, Ganymed, Ino, Melikertes, Menelaos, Peleus und eine große Anzahl derjenigen, die im Trojanischen Krieg und in den Thebanischen Kriegen kämpften, wurde geglaubt, dass sie physische Unsterblichkeit erlangt hatten und ewig weiter lebten, sei es im Elysion, auf den Inseln der Seligen, auf dem Olymp oder an anderen Orten. Derartige Vorstellungen finden sich bereits in den frühesten griechischen Quellen wieder, etwa bei Homer und Hesiod, und blieben lange, selbst bis in die christliche Zeit hinein, weit verbreitet. Für die meisten Menschen hingegen bestand im Angesicht des Todes keine andere Hoffnung als die Weiterführung der Existenz in Form einer körperlosen Seele.
Manche Griechen, etwa die Philosophen Platon und Pythagoras, hingen der Idee der Reinkarnation an, obwohl diese nur von wenigen akzeptiert wurde. Epikur lehrte, dass die Seele lediglich aus Atomen bestehe, die sich im Augenblick des Todes auflösten, sodass die Existenz des Menschen mit dem Tod endete.

### Mythologie

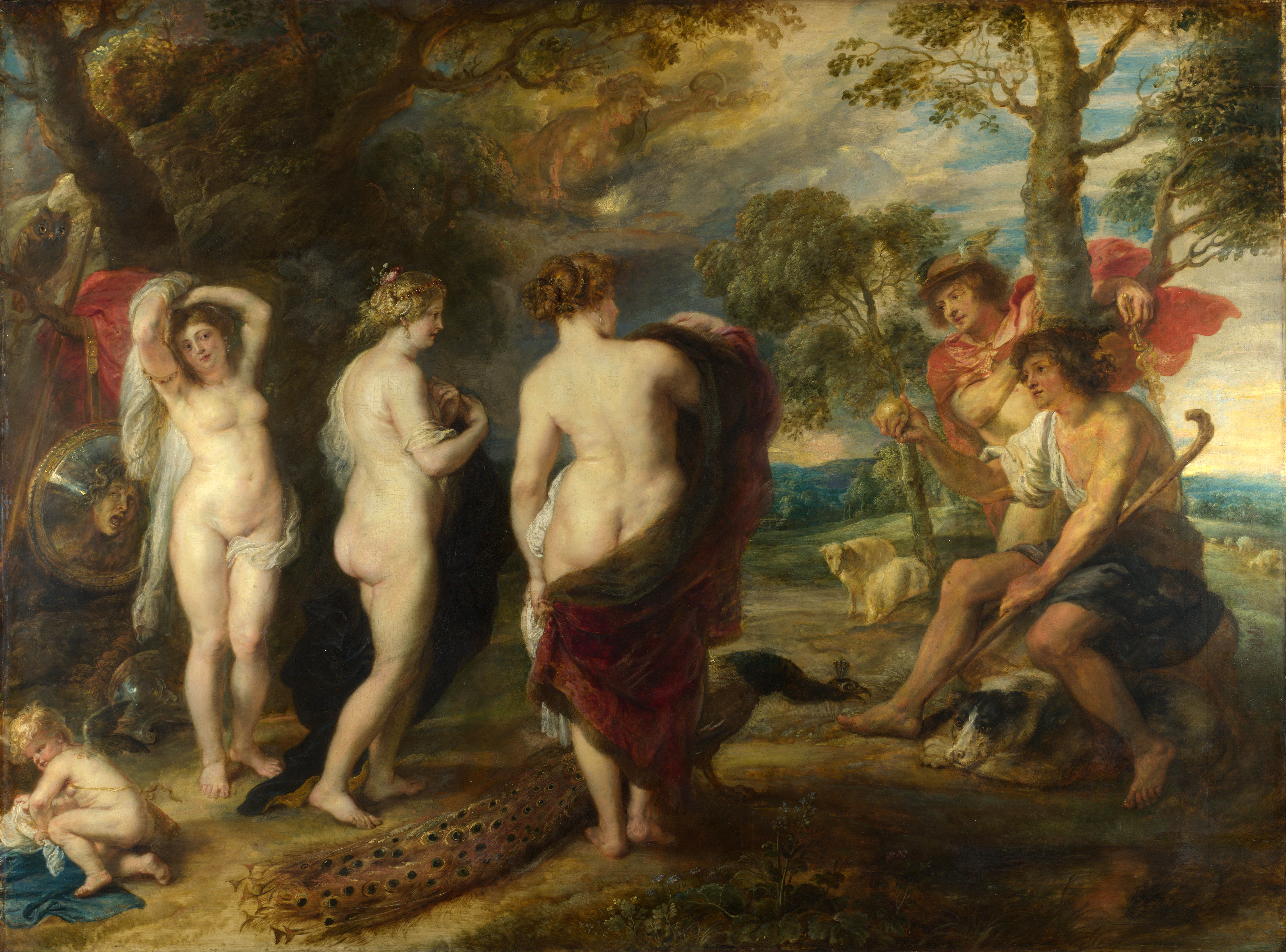
Das Urteil des Paris von Peter Paul Rubens, um 1636. Dargestellt sind die Göttinnen Hera, Aphrodite und Athena in einem Streit, der den Trojanischen Krieg auslöste. Diese barocke Gemälde zeigt die ungebrochene Faszination der griechischen Mythologie.

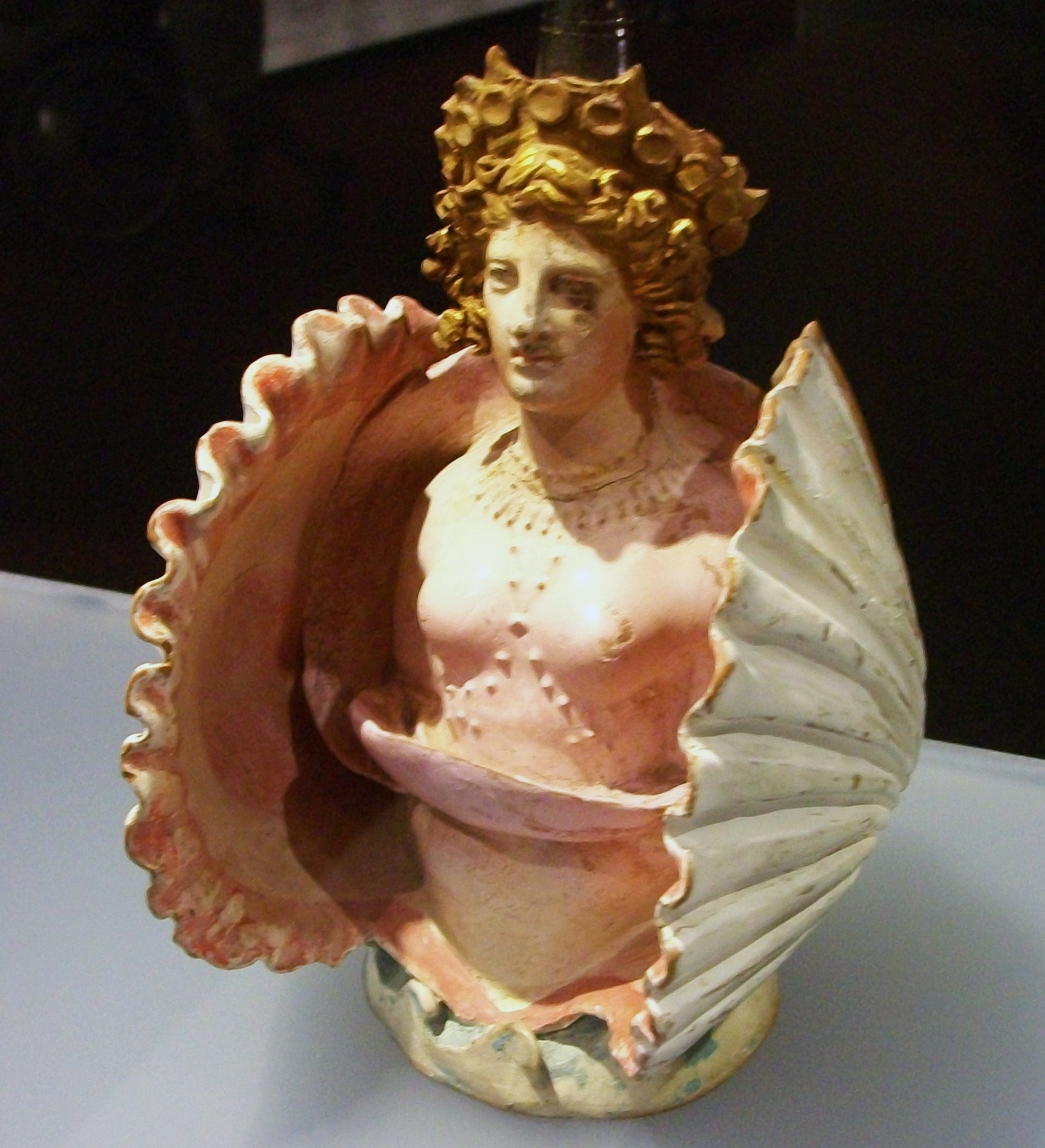
Attischer Krug in Gestalt der einer Muschel entsteigenden Aphrodite, gefunden in Phanagoria, aus Taman, viertes Jahrhundert v. Chr. (Eremitage, Sankt Petersburg)

Die griechische Mythologie war sehr umfangreich. Sie bestand weitgehend aus Erzählungen über die Götter und deren Umgang mit den Menschen. Mythen handelten oft von Helden und deren Taten, wie etwa Herkules und seinen zwölf Arbeiten, Odysseus und seiner Heimreise nach Ithaka, Iason und dem Kampf um das Goldene Vlies, oder Theseus und dem Minotauros.
In der griechischen Mythologie existierten viele verschiedene Wesen. An oberster Stelle standen die Götter und Menschen, obwohl die Titanen ebenso häufig in den griechischen Mythen auftraten. Andere Wesen waren die Mischwesen der Satyrn und Kentauren, oder Nymphen, welche Orte der natürlichen Umgebung, wie Bäume und Seen, bewohnten. Manche Kreaturen der griechischen Mythologie waren Monstern ähnlich, so die einäugigen Zyklopen, Skylla und Charybdis, die Gorgonen oder der je zur Hälfte aus Mensch und Bulle bestehende Minotauros.
Ein allgemein gültiger Schöpfungsmythos oder eine Kosmogonie existierten nicht. Verschiedene religiöse Gruppen hatten ihre je verschiedene Auffassung über die Entstehung der Welt. Eine bekannte Schöpfungsgeschichte wurde in der Theogonie des Hesiod erzählt. Dort hieß es, dass am Anfang eine Ur-Gottheit namens Chaos existierte, die verschiedene weitere ursprüngliche Gottheiten gebar, wie Tartaros, Gaia und Eros, welche wiederum andere Gottheiten gebaren, nämlich die Titanen, die ihrerseits dann die olympischen Götter hervorbrachten.

Große Teile dieser Mythologie wurden überliefert und trugen zur Ausbildung der Römischen Mythenwelt bei. Griechen und Römer waren schriftliche Gesellschaften, und viele ihrer Mythen, obwohl ursprünglich mündlich überliefert, wurden in der Form von Epen (z. B. Ilias, Odyssee und Argonautica) und Dramen (z. B. Euripides‘ Tragödie Die Bakchen oder Aristophanes‘ Komödie Die Frösche) nieder geschrieben. Die Mythologie wurde in der europäischen Renaissance wieder populär, wo sie oft als Grundlage für Werke von Künstlern wie Sandro Botticelli, Michelangelo und Peter Paul Rubens diente.

### Moral
Eines der wichtigsten moralischen Konzepte der Griechen war die Angst, sich der Hybris schuldig zu machen. Die Hybris konnte viele Formen annehmen, von der Vergewaltigung bis zur Schändung eines Leichnams; sie war ein rechtliches Vergehen in der Polis von Athen. Obwohl Stolz und Hochmut selbst nicht als sündhaft angesehen wurden, waren die Griechen Befürworter einer bescheidenen Lebensweise. Hochmut wurde lediglich anrüchig, wenn er extreme Form annahm, wie jedes andere Laster auch. Eine ähnliche Auffassung hatte man vom Essen und Trinken. Exzesse jeglicher Form lehnte man ab. Die Griechen der Antike legten gleichermaßen großen Wert sowohl auf körperliche als auch auf geistige Hochleistungen – tatsächlich bestanden viele ihrer Wettkämpfe aus beiden Bestandteilen. Stolz war nichts schlechtes, solange er nicht völlig vereinnahmend war oder anderen Schaden zufügte.

## Religiöse Texte
Die antiken Griechen kannten keine religiösen Texte, die ihnen von einer übernatürlichen Macht offenbart geworden wären, aber einigen sehr alten Schriften – darunter Homers Ilias und Odyssee, die Homerischen Hymnen, Hesiods Theogonie, seine „Werke und Tage“ sowie Pindars Oden – wurde eine gewisse Autorität und die Möglichkeit göttlicher Inspiration zugestanden; diese Texte beginnen gewöhnlich mit einer Anrufung der Musen um ebenjene Inspiration.
Während manche religiösen Gruppen, wie die Mysterienkulte, bestimmte Texte innerhalb ihrer eigenen Tradition als kanonisch bezeichneten, konnten dieselben Texte außerhalb dieser Gruppen zwar hohes Ansehen genießen, aber nicht zwingend als verbindlich gelten. In diesem Bereich existieren bestimmte Texte, die in Verbindung zu orphischen Kulten stehen, und die zwischen dem fünften vorchristlichen und dem dritten nachchristlichen Jahrhundert vielfach kopiert und an verschiedenen Orten der griechischen Welt gefunden wurden. Selbst die Aussprüche der Orakel erlangten nie die Geltung heiliger Texte. Andere Texte wiederum wurden speziell für religiöse Anlässe verfasst, manche wurden als Teil der lyrischen Tradition überliefert; obwohl diese eine kultische Funktion hatten, blieben sie stets an einen größeren Handlungszusammenhang gebunden und entwickelten sich nie zu einer allgemein gültigen Gebetsform, wie z. B. das Vaterunser des Christentums. Eine Ausnahme bildeten die erwähnten Rituale der Orphiker und der Mysterienreligion, die sich in dieser Hinsicht vom Rest der griechischen Religion unterschieden. Schließlich gab es Texte, die in antiken Quellen gr. Hieroi Logoi genannt wurden, heilige Texte, die ihren Ursprung außerhalb der griechischen Welt hatten, oder vermutlich vor langer Zeit übernommen wurden.

## Religiöse Praxis

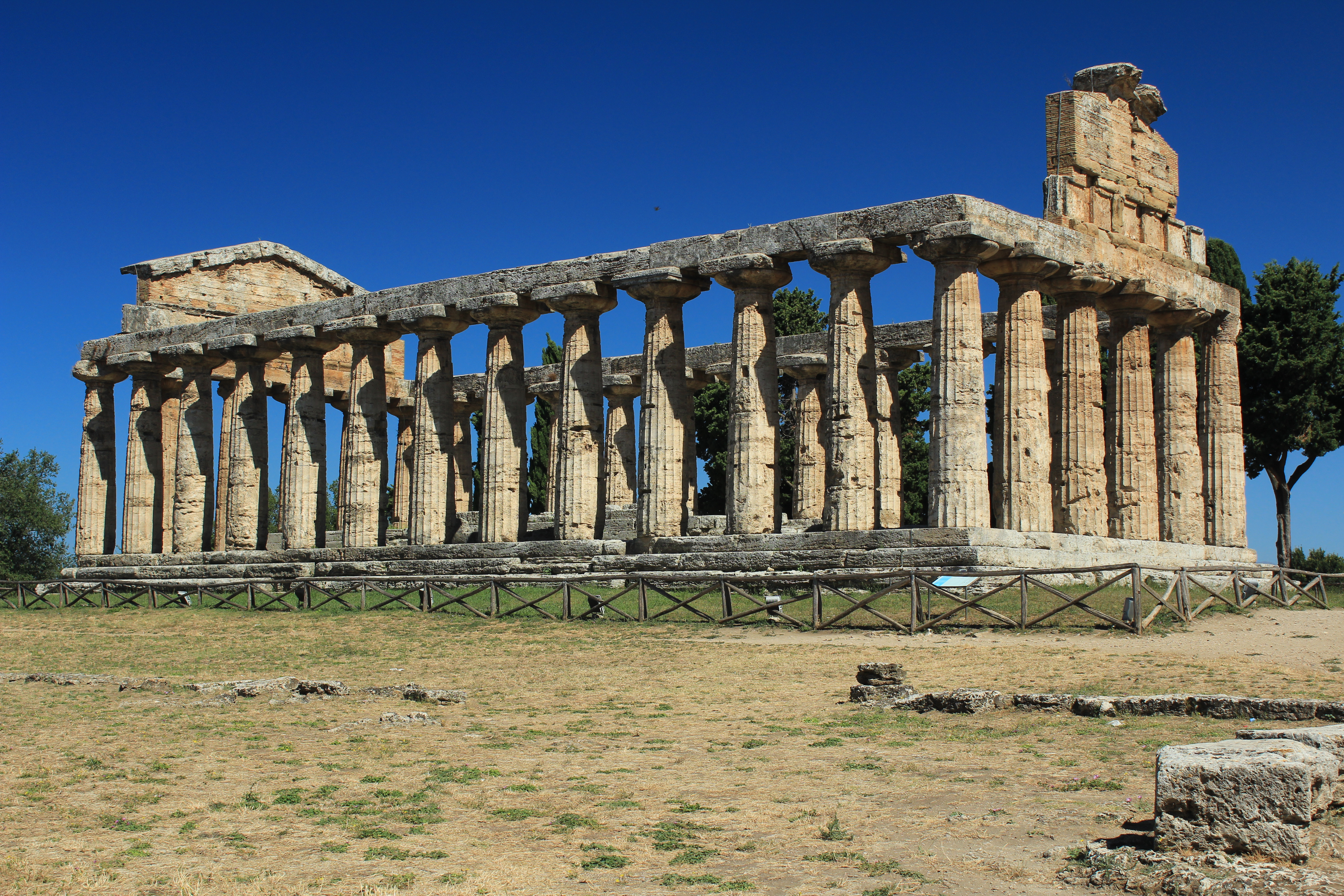
Tempel der Athena in Paestum.

### Rituale
Das Fehlen einer vereinheitlichten Priesterkaste bedeutete zugleich, dass eine vereinheitlichte kanonische Form religiöser Texte oder Praktiken ebenso nicht existierte; wie es in der griechischen Religion keinen allgemein verbindlichen heiligen Text gab, so gab es auch keine Standardisierung der religiösen Praxis. Stattdessen wurden die religiösen Handlungen auf der lokalen Ebene organisiert, wobei die Priester normalerweise Beamte der entsprechenden Ortschaft waren, oder sie erhielten ihre Autorität durch eines der vielen Heiligtümer. Manche priesterliche Funktionen, wie etwa die Betreuung eines bestimmten lokalen Fests, konnten über die Tradition an eine bestimmte Familie übergehen. Religiöse Handlungen erhielten in Ermangelung verbindlicher heiliger Texte ihre Autorität in hohem Ausmaß daher durch die Tradition, wobei „jedes Versäumnis oder jede Abweichung tiefe Besorgnis hervorruft und Sanktionen nach sich zieht“.
Religiöse Zeremonien und Rituale wurden bei den Griechen meist an Altären durchgeführt, wobei letztere gewöhnlicher Weise einer oder mehreren Gottheiten geweiht waren und mit einer Statue der betreffenden Gottheit versehen waren. Am Altar wurden auch Votivgaben, wie etwa Essen, Getränke oder kostbare Gegenstände, abgelegt. Manchmal wurden hier auch Tieropfer durchgeführt, bei denen man das meiste Fleisch aß, und die Innereien zu Ehren der Götter verbrannte. Trankopfer, meist mit Wein, wurden ebenso den Göttern dargebracht, diese allerdings nicht ausschließlich an Altären oder Schreinen, sondern auch bei alltäglichen Anlässen, wie etwa einem Symposion.
Ein in der griechischen Welt weit verbreitetes Ritual war der pharmakós, bei dem ein symbolischer Sündenbock – ein Sklave oder ein Tier – aus einer von Krisen oder Gefahren geplagten Ortschaft getrieben wurde, womit man die Hoffnung verband, die betreffende Bedrohung würde mit dem Sündenbock verschwinden.

### Opfer

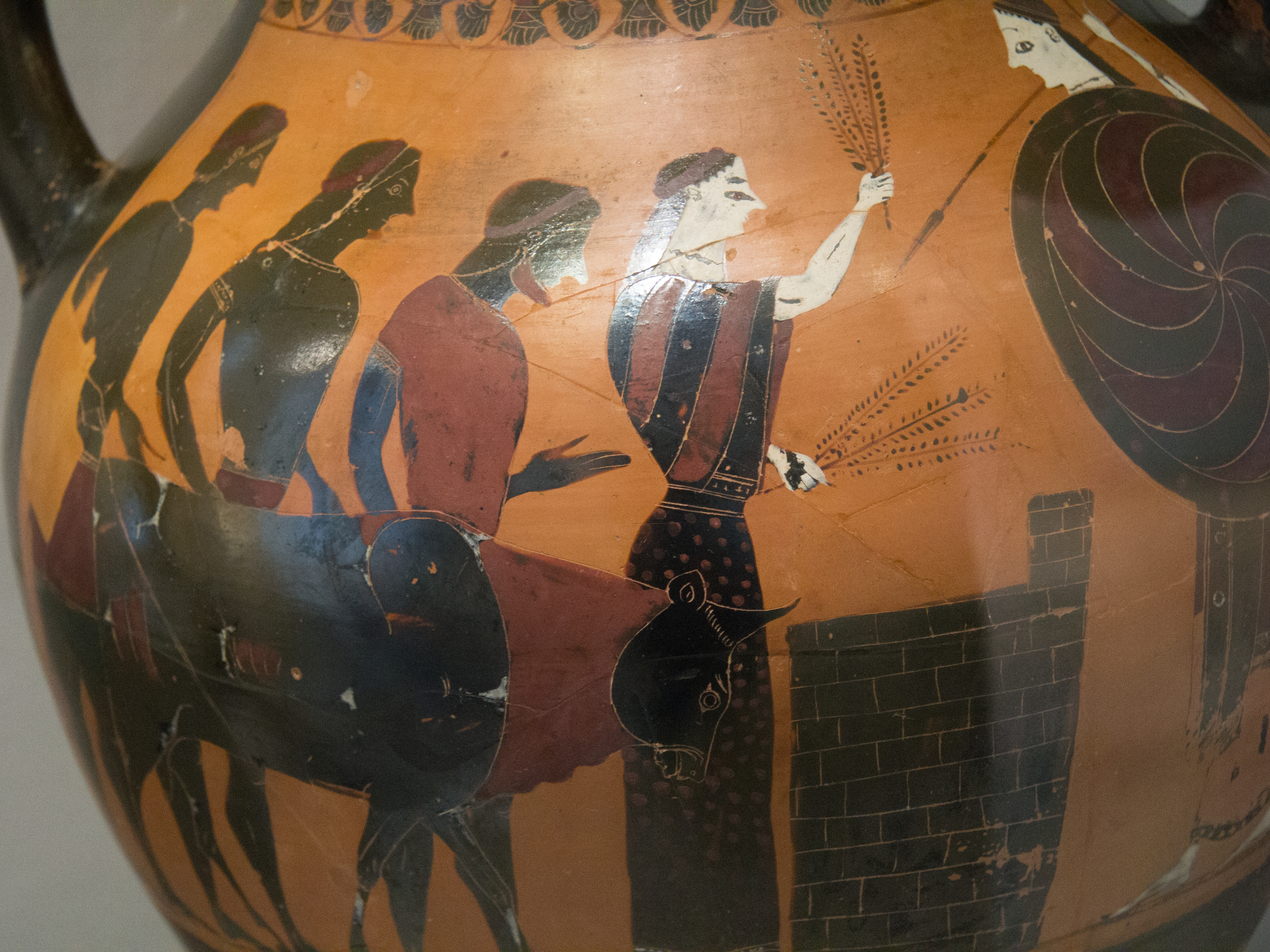
Eine Opferstier wird zu einem Altar der Athena geführt, deren Statue befindet sich rechts am Rand. Vase, um 545 v. Chr.

Das große Tieropfer, an einem Altar durchgeführt und von Gesang und Gebet begleitet, nahm in der griechischen Religionsausübung eine zentrale Stellung ein. Der Altar befand sich stets außerhalb des Tempels, war aber nicht unbedingt an ein Tempelgebäude gebunden und konnte daher auch alleine stehen. Das Opfertier, welches sich bestenfalls in tadellosem Zustand befand, wurde mit Kränzen oder ähnlichem Schmuck versehen und in einer Prozession zum Altar geleitet; eine weibliche Person, die das Opfermesser in einem Korb mit Gerste trägt, ging dabei voran. Nachdem verschiedene vorbereitende Rituale stattgefunden hatten, wurde das Tier über dem Altar abgestochen. Im Moment der Tötung stießen die umstehenden Frauen den obligatorischen rituellen Schrei aus. Das Blut wurde aufgefangen und über den Altar gegossen. Das Opfertier wurde an Ort und Stelle zerlegt; Schenkelknochen und Fett verbrannte man als göttlichen Anteil der Opferung, während die als exklusiv geltenden Eingeweide und der Großteil des Fleisches für den Verzehr durch die Teilnehmer des Opferfestes vorbereitet wurden. Die Haut des Tieres ging an den Priester über oder wurde zu Gunsten des Tempelschatzes verkauft. Dass die Menschen in der Tat größeren Nutzen aus den Opferungen zogen als die Götter, war den Griechen nicht entgangen, was oft Gegenstand ihrer Komödien war.
Als Opfertiere kamen ausschließlich Haustiere in Frage – am beliebtesten waren Rinder, Ochsen oder Kühe, man verwendete aber auch gerne Schafe (das häufigste Opfertier), Ziegen, Schweine (wobei Ferkel die billigsten Säugetiere waren) oder selbst Federvieh. Pferde und Esel sind auf einigen Vasen des Geometrischen Stils (900–750 v. Chr.) zu sehen, werden aber sehr selten in der Literatur erwähnt. Die Griechen gingen davon aus, dass ein Tier glücklich über seine Opferung war, weshalb sie verschiedene Verhaltensweisen des Tieres als dessen Zustimmung interpretierten. Wahrsagen durch Untersuchung bestimmter Teile des Opfertieres (Hieroskopie) war deutlich weniger wichtig als in der Römischen oder Etruskischen Religion, oder als in semitischen Religionen, aber es wurde praktiziert, und zwar besonders anhand der Leber und als Teil des Apollonkults. Im Allgemeinen setzten die Griechen größeres Vertrauen in die Vogelschau.

Als kleinere und bescheidenere Gabe konnte man auch etwas Räucherwerk in ein geheiligtes Feuer der Hestia werfen, außerhalb der Städte opferten Bauern die Erstlinge ihrer Ernten. Die Libation – ein Ritual, bei dem man eine kostbare Flüssigkeit vergoss – war Teil des alltäglichen Lebens; kombiniert mit einem Gebet fanden sie oft zu Hause statt, wann immer Wein getrunken wurde, wobei nur ein kleiner Teil des Becherinhalts geopfert und der Rest getrunken wurde. Formellere Libationen wurden auch an Altären oder Tempeln durchgeführt, wobei auch andere Flüssigkeiten, wie Olivenöl oder Honig, Verwendung finden konnten. Obwohl die Hekatombe – dem Wort nach ein Opfer von 100 Rindern – in der Praxis meist nur etwa ein Dutzend Tiere umfasste, konnte die Zahl der Opfertiere bei großen Festen tatsächlich in die Hunderte gehen, wobei dies ausreichte, um Tausende von Menschen zu speisen. 

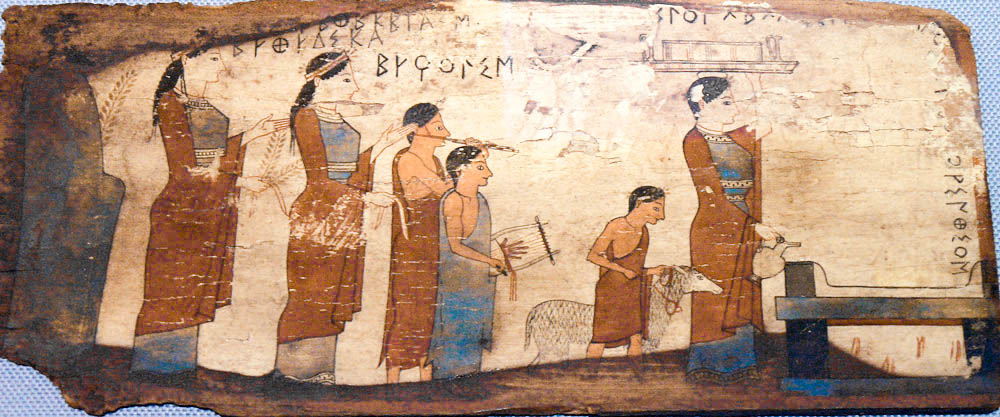
Lammopfer auf einer Holztafel, aus der Pitsa-Höhle, 540–530 v. Chr. (Archäologisches Nationalmuseum, Athen)

Derartige Rituale finden Erwähnung in manchen Zeugnissen antiker griechischer Literatur, besonders in den homerischen Epen, wo berichtet wird, dass sie bei Banketten, in Krisenzeiten oder vor einer größeren Unternehmung stattfanden, um die Gunst der Götter zu gewinnen. Bevor die Griechen nach Troja aufbrachen, hielten sie ein solches Tieropfer ab, um sich die Gunst der Götter zu sichern. In der Odyssee opfert Eumaios ein Schwein für Odysseus. In der Ilias, die teilweise die frühe griechische Gesellschaft reflektiert, beginnt jedoch nicht jedes Abendmahl mit einem Opfer.
Die Anlässe, zu denen in den homerischen Epen Opfer dargebracht werden, zeigen, dass die Griechen ihre Götter eher als Mitglieder ihrer Gemeinschaft sahen, zu denen es soziale Beziehungen aufrechtzuerhalten gilt, denn als externe Entitäten. Opferrituale spielten eine wichtige Rolle, wenn es darum ging, diese Verbindung zwischen den Menschen und dem Göttlichen zu gestalten.
Der Opfermodus des Holokaust, bei dem die Opfergaben vollständig verbrannt wurden, galt exklusiv den chthonischen Göttern, die ihrerseits womöglich ein Überbleibsel der ursprünglichen vorhellenischen Religion waren.

### Feste
Im antiken Griechenland gab es eine große Vielfalt religiöser Feste. Viele von ihnen standen unmittelbar mit einer bestimmten Gottheit oder einer Polis in Zusammenhang. So wurde etwa das Fest von Lykaia, welches dem ländlichen Gott Pan gewidmet war, in Arkadien auf der Peloponnes begangen. Die olympischen Spiele der Antike, die im Heiligtum des Zeus in Olympia stattfanden, waren, wie auch die übrigen panhellenischen Spiele, eine religiöse Veranstaltung. Andere Feste konzentrierten sich auf das Theater, von denen die Dionysien in Athen das wichtigste waren. Wieder andere typische Feste beinhalteten eine Prozession, große Opferungen und ausgedehnte Opfermahle, viele auch Schauspiele; oder es wurden besondere Bräuche ausgeübt, wie das Besuchen von Freunden, das Tragen extravaganter Kleidung, oder man zeigte ungewöhnliches Verhalten in der Öffentlichkeit. Der Festkalender Athens umfasste insgesamt etwa 140 Tage, die in irgendeiner Form religiöse Feiertage waren, wobei diese jedoch stark in ihrer Bedeutung variierten.

### Übergangsriten
Die Amphidromia waren z. B. ein Übergangsritus, der am fünften oder siebten Tag nach der Geburt eines Kindes abgehalten wurde. Die Geburt war in Athen ein Ereignis von überragender Bedeutung, besonders wenn das Neugeborene ein Junge war.

## Tempel und Heiligtümer

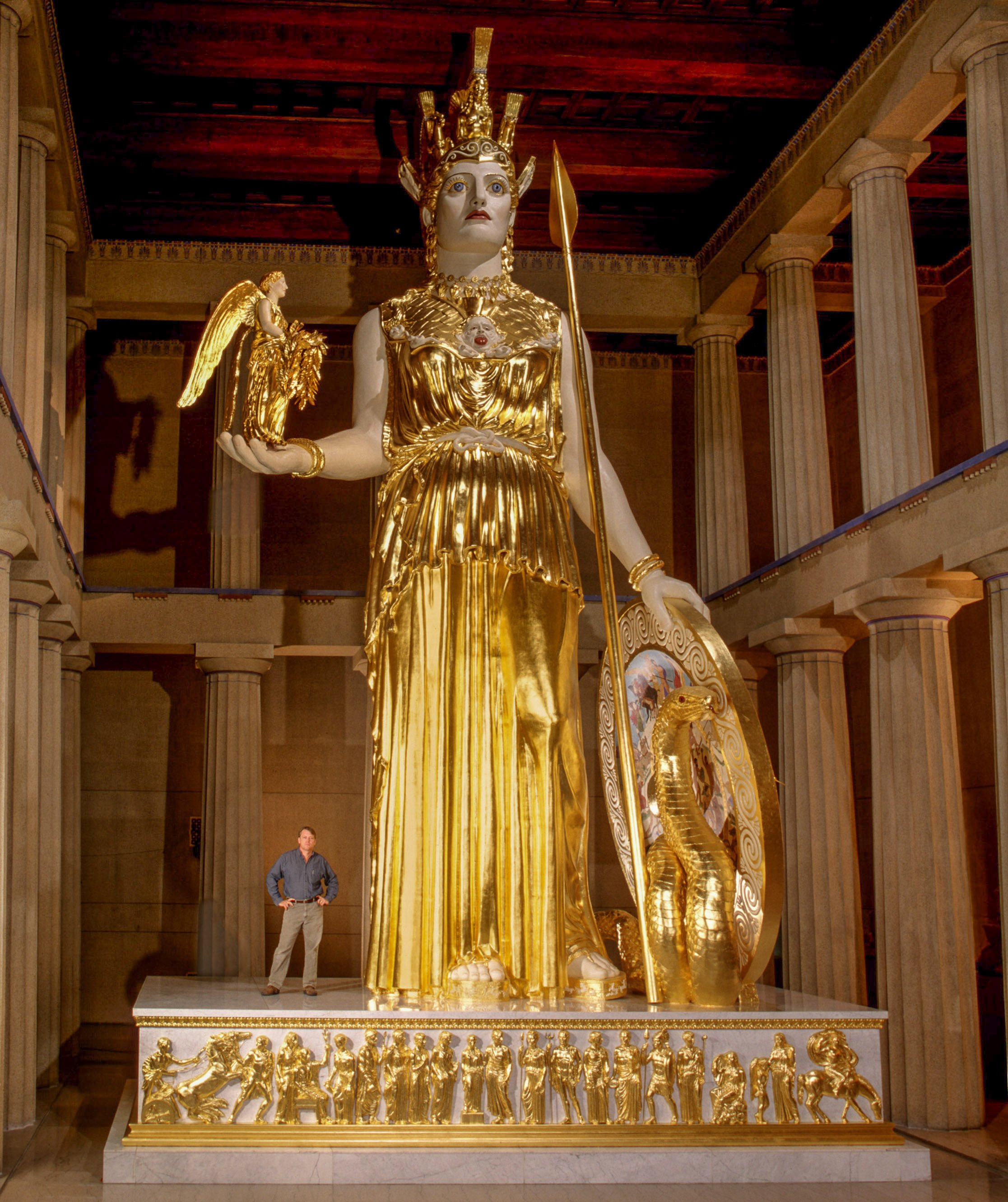
Hypothetische Rekonstruktion der kolossalen Athena Parthenos in Originalgröße, Parthenon in Nashville, Tennessee.

### Tempel
Das griechische Tempelgebäude befand sich in einem umgrenzten Bereich, dem Temenos, der gewöhnlich von einem Peribolos eingefasst wurde, was eine Mauer oder auch ein Zaun sein konnte; die gesamte Anlage bezeichnet man als „Heiligtum“. Die Akropolis von Athen ist das bekannteste Beispiel hierfür, obwohl sie wohl ursprünglich als Zitadelle angelegt war, bevor dort überhaupt der erste Tempel errichtet wurde.
Im Temenos konnten sich zusätzlich viele verschiedene untergeordnete Gebäude befinden, ebenso heilige Grotten oder Quellen, sogar einer Gottheit geweihte Tiere, auch suchten Menschen dort bisweilen Zuflucht vor Verfolgung, wie etwa entlaufene Sklaven.
Die frühesten griechischen Heiligtümer besaßen wahrscheinlich noch keine Tempelgebäude, obwohl die Wissenschaft in dieser Hinsicht über wenige sichere Erkenntnisse verfügt. Ein typisches frühes Heiligtum bestand wohl aus einem Temenos, der oft um eine heilige Grotte, Quelle oder Höhle angelegt war und dessen Bereich womöglich nur durch einige Begrenzungssteine markiert wurde, und einem Altar als Opferstätte. Viele ländliche Heiligtümer waren vermutlich in dieser Form angelegt, jedoch waren die stärker frequentierten zunehmend in der Lage, sich ein Gebäude zu leisten, welches ein Kultbild aufnehmen konnte, vor allem städtische Heiligtümer. Diese Entwicklung war sicher im 9. Jahrhundert schon zu Gange, begann aber wahrscheinlich schon früher.
Die Innenräume der Tempel dienten nicht als Versammlungsort, da die der verehrten Gottheit geltenden Opfer und Rituale unter freiem Himmel an den Altären stattfanden, die sich im erweiterten Bezirk des Heiligtums, der bisweilen sehr weitläufig sein konnte, befanden. Im Lauf der Jahrhunderte sammelten sich sowohl im Innenbereich populärer Tempelanlagen als auch in ihrer Umgebung durch Schenkungen Statuen, kleine Schreine oder Gebäude an, ebenso Kriegstrophäen, Gemälde und Gegenstände aus wertvollen Metallen, wodurch jene Heiligtümer tatsächlich zu einer Art Museum wurden.
Manche Heiligtümer verfügten über ein Orakel, also über eine Person, der man die Fähigkeit göttlicher Inspiration nachsagte, wenn sie Fragen beantwortete, die durch Pilger gestellt wurden. Die weitaus berühmtesten Orakel waren die Priesterin Pythia im Tempel des Apollon in Delphi und das Orakel des Zeus in Dodona, wobei in der griechischen Welt zahlreiche weitere Orakel existierten. Manche waren auf medizinische oder landwirtschaftliche Fragen spezialisiert, und nicht alle repräsentierten Gottheiten, wie z. B. das Orakel des Heros Trophonios in Lebadeia.

### Kultbilder

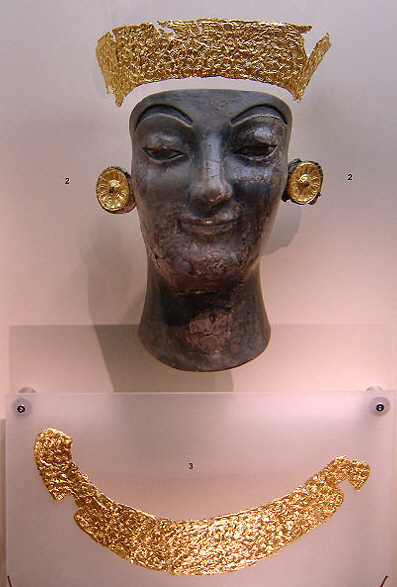
Fragmente aus Gold und durch Brand geschwärztem Elfenbein einer archaischen chryselephantinen Statue (Archäologisches Museum, Delphi)

Der Tempel war gleichsam das Haus der Gottheit, der er geweiht war. Von der Gottheit nahm man in gewisser Weise an, dass sie in ihrem Abbild präsent war, welches sich in der Cella oder dem Hauptraum befand und normalerweise in Richtung des einzigen Eingangs blickte. Das Kultbild hatte gewöhnlich die Form einer Statue, welche in Lebensgröße gestaltet war; in manchen Fällen konnte sie um ein Vielfaches größer sein. In der Frühzeit bestanden die Statuen aus Holz, Marmor, Terrakotta oder – in der besonders prestigeträchtigen chryselephantinen Form – aus einer Kombination von Gold und Elfenbein, wobei, auf einer hölzernen Grundkonstruktion aufbauend, die Kleider der Statue aus Gold und die sichtbaren Teile des Körpers aus Elfenbein gefertigt waren. Die berühmtesten Kultbilder der griechischen Welt hatten diese Form, so auch die Statue des Zeus in Olympia und die Athena Parthenos im Parthenon von Athen, die beide von kolossaler Größe waren, aber heute restlos verschwunden sind. In Delphi wurden Reste zweier chryselephantiner Statuen ausgegraben. Statuen aus Bronze kamen seltener vor, zumindest bis in die hellenistische Zeit. Es scheint auch so gewesen zu sein, dass frühe Kultbilder oftmals mit echter Kleidung ausgestattet wurden, und dass sie von Verehrern gespendeten Schmuck trugen.
Der Akrolith war eine weitere Form, die mit einem hölzernen Torso sowie marmornen Kopf und Gliedmaßen relativ kostengünstig herzustellen war. Xoana waren schlichte symbolische Kultbilder aus Holz, die nichtsdestoweniger um ihres altehrwürdigen Charakters willen noch lange Zeit aufbewahrt und verehrt wurden, selbst wenn sie durch eine neue Statue als hauptsächliches Kultbild abgelöst worden waren. Ein Xoanon hatte den Vorteil, dass es während einer Prozession leicht getragen werden konnte. Das trojanische Palladion, bekannt aus dem Epischen Zyklus, war ein solches Kultbild aus Holz.
Viele der griechischen Statuen, die durch römische Marmorkopien bekannt geworden sind, waren wohl ursprünglich Kultbilder, was bei einigen Exemplaren, wie etwa dem Apollo Barberini, überzeugend festgestellt werden kann. Sehr wenige Originale, wie etwa die Athene aus Piräus, haben überdauert. Dieses Bildnis stand auf einer Basis mit Reliefverzierung, wie es im 5. Jahrhundert oft üblich war.
Man nahm an, dass der Zugang zur Cella des griechischen Tempels ausschließlich den Priestern vorbehalten war und sie nur zu bestimmten Anlässen wie wichtigen Feiern für andere Besucher geöffnet wurde. In den letzten Jahrzehnten hat sich diese Sichtweise jedoch geändert, und die Wissenschaft betont heute die Vielfalt regional unterschiedlicher Zugangsregelungen. Pausanias, ein Reiseschriftsteller des 2. Jahrhunderts n. Chr., erklärte es zum besonderen Ziel seiner Reisen Kultbilder zu besuchen, was ihm meist auch gelang.
Um Zugang zu einem Tempel zu erhalten, war es typischerweise notwendig, eine Opfergabe darzubringen; manche Tempel beschränkten den Einlass auch auf bestimmte Tage des Jahres, oder ließen nur Zugehörige bestimmter sozialer Klassen, Geschlechter (entweder Männer oder Frauen) oder einer bestimmten Herkunft ein. Bisweilen waren weitaus striktere Zugangsverbote anzutreffen; so gab es einen Tempel, der nicht von Knoblauchessern betreten werden durfte, ein anderer war nur Frauen zugänglich, die noch Jungfrauen waren. Derartige Restriktionen rührten von lokalen Vorstellungen ritueller Reinheit her oder wurden als göttlicher Wille vorgestellt. An manchen Orten mussten die Besucher beweisen, dass sie Griechisch sprachen, anderenorts blieb Dorern der Zugang verwehrt. Manche Tempel durfte man nur von der Türschwelle aus einsehen, manche sollen angeblich überhaupt nie zugänglich gewesen sein. Dennoch erwarteten die meisten Griechen, eingeschlossen Sklaven, Zutritt zur Cella zu bekommen. Befand man sich einmal im Hauptraum, dann war es möglich, seine Gebete vor dem Kultbild zu sprechen. Manchmal durfte es auch berührt werden: Cicero berichtet von einem bronzenen Abbild des Herakles, dessen Fuß stark durch die Berührungen der Verehrer abgenutzt war. Berühmte Kultbilder wie die Statue des Zeus in Olympia fungierten als bedeutende Besucherattraktionen.

## Rolle der Frau

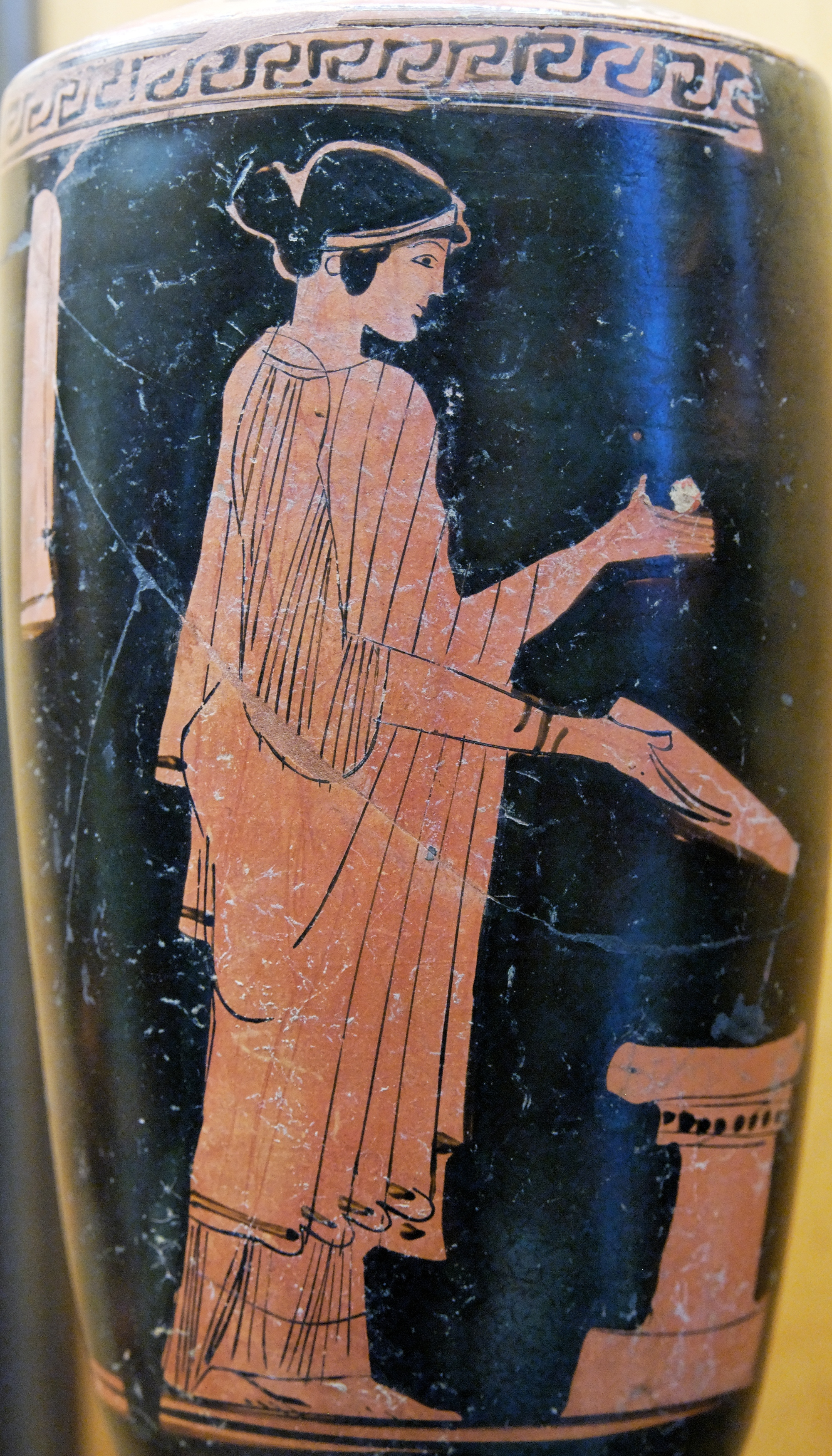
Eine Frau führt an einem Altar eine Libation durch.

Die Rolle der Frauen beim Opfer wurde bereits oben erwähnt. Ergänzend ist zu sagen, dass die einzige öffentliche Funktion, die Frauen bekleiden konnten, jene der Priesterin war: entweder als hiereiai, was „heilige Frauen“ bedeutet, oder auch als weniger bedeutsame Dienerinnen. Als Priesterin war es möglich, eine größere soziale Anerkennung und leichteren Zugang zu Luxusgütern zu erlangen als es anderen griechischen Frauen vergönnt war, die arbeiteten und typischerweise als Hausfrauen lebten. Frauen, die sich ehrenamtlich zum Priesterdasein entschieden, erreichten einen Zugewinn an sozialem und rechtlichem Status, außerdem stand ihnen eine öffentliche Grabstätte zu. Griechische Priesterinnen mussten körperlich und geistig gesund sein, denn – so die Begründung – jene, die den Göttern dienen, müssen ebenso hohen Ansprüchen genügen wie deren Opfergaben. Dieser Anforderung mussten auch männliche Priester genügen.
Geschlechterunterschiede kamen zum Tragen, wenn es darum ging, welches Geschlecht – entweder hatte dann ein Priester oder eine Priesterin die Leitung inne – bestimmte Opferhandlungen durchführen durfte, was durch die Bedeutung festgelegt war, welche die entsprechende Gottheit den Geschlechterrollen jeweils in der Wahrnehmung der Gläubigen beimaß. In manchen griechischen Kulten dienten Priesterinnen männlichen Göttern, wie z. B. die Pythia, das weibliche Orakel des Apollon von Delphi, oder das weibliche Orakel von Didyma, wobei beide aber männlichen Priestern unterstanden. Bei Festen des Dionysos spielten auch Priesterinnen eine Rolle, indem sie die Durchführung der Opfer und andere Rituale überwachten; sie wurden Gerarai genannt, was sinngemäß „die Ehrwürdigen“ bedeutet.
Im antiken Griechenland gab es religiöse Feste, die nur für Frauen bestimmt waren u. a. die Thesmophorien und die Skirophorien. Die Thesmophorien und viele andere Feste hatten die Fruchtbarkeit des Erdbodens zum Gegenstand, was für die Griechen der Antike mit dem weiblichen Geschlecht in engem Zusammenhang stand. Dies gab den Frauen religiöse Identität und Funktion, womit wiederum durch die Verehrung der Demeter und ihrer Tochter Persephone traditionelle Lebensstile bekräftigt wurden. Feste, die mit der Fruchtbarkeit im landwirtschaftlichen Sinn zu tun hatten, wurden von der gesamten Polis geschätzt, da die Frauen traditionellerweise für diese arbeiteten – religiöse Feste, die sich lediglich um private Angelegenheiten der weiblichen Bevölkerung drehten, waren dahingegen weniger wichtig. In Athen waren die Feste zu Ehren der Demeter im Kalender verankert und wurden durch die Stadt unterstützt, indem Tempel und Schreine, wie das Thesmophorion, errichtet wurden, an denen Frauen ihre eigenen Rituale ausüben konnten.

## Mysterienreligionen
Jene, die mit den öffentlichen Religionsveranstaltungen nicht zufrieden waren, konnten sich verschiedenen Mysterienreligionen anschließen, die als Geheimkulte organisiert waren, zu deren Geheimwissen man nur durch die Teilnahme an speziellen Initiationsriten Zugang erhielt.
Hier konnte man spirituelle Güter finden, die die traditionelle Religion nicht anbieten konnte: ein Angebot zur mystischen Erweckung, eine systematische religiöse Doktrin, einen Leitfaden für das Leben nach dem Tod, gemeinschaftlicher Gottesdienst, sowie eine feste Verbindung spiritueller Weggefährten.
Manche dieser Mysterienkulte, wie jene von Eleusis und Samothraki, waren sehr alt und ortsgebunden. Andere, wie der Kult des Dionysos, waren an mehreren Orten aktiv. Während der hellenistischen Periode und der römischen Vorherrschaft wuchsen die Mysterienkulte stark an, nicht nur in Griechenland, sondern im gesamten Reich. Manche von ihnen waren, wie der Mithras-Kult, neu entstanden, während andere, wie der ägyptische Osiris-Kult, bereits seit Jahrhunderten praktiziert worden waren.

## Entwicklung

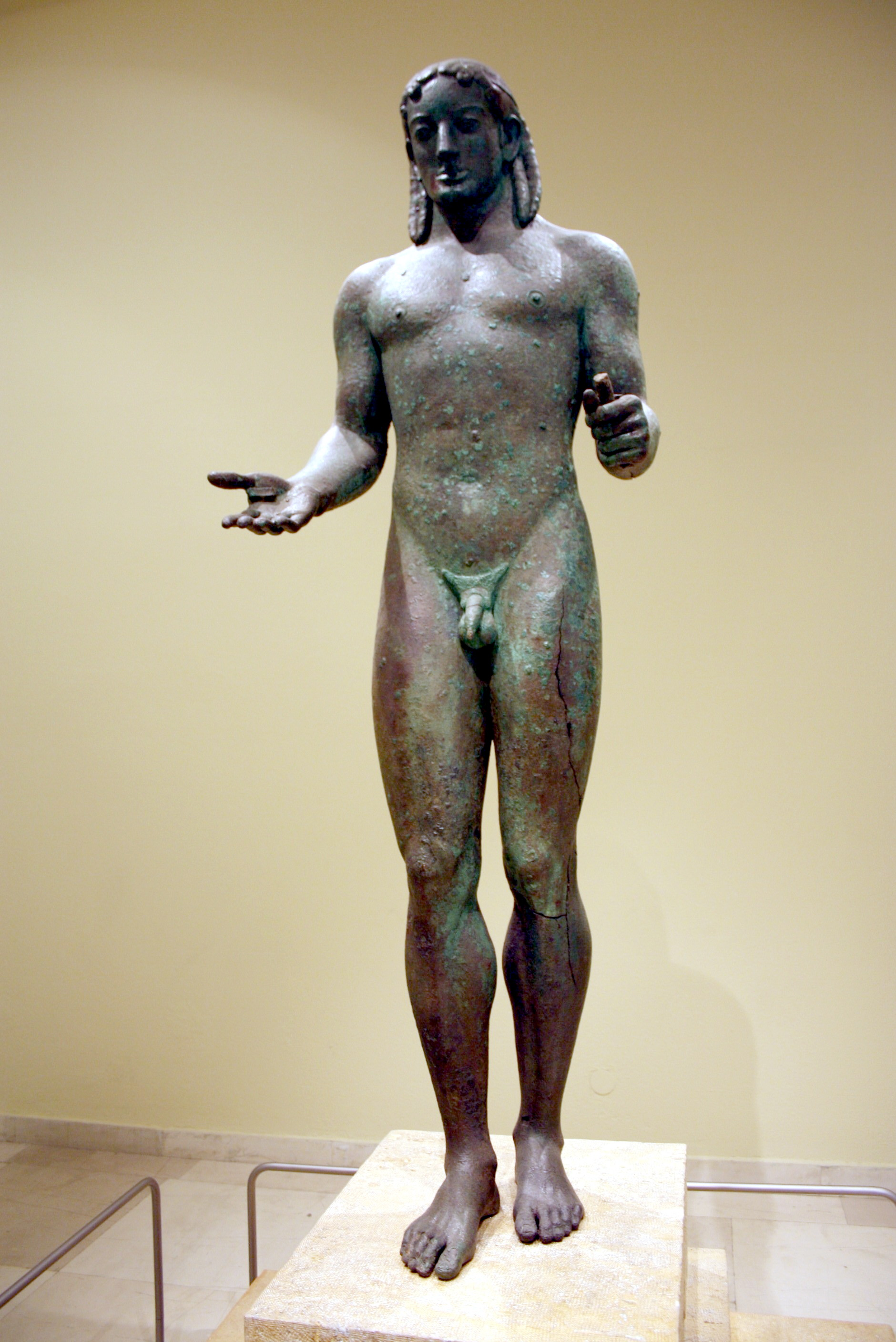
Der Apollon aus Piräus, 530–520 v. Chr.

### Ursprünge
Die Hauptströmung der griechischen Religion scheint sich aus der Indoeuropäischen Religion entwickelt zu haben. Obwohl tatsächlich sehr wenig über diese frühen Stufen bekannt ist, gibt es dennoch Hinweise, dass sich einige Elemente lokaler Religionsausübung noch weiter zurückverfolgen lassen als bis zur Bronzezeit und Helladischen Periode, nämlich bis zu den Ackerbauern des neolithischen Griechenlands. Sicher ist eine kulturelle Entwicklungslinie, die bis auf das Späthelladikum oder die Mykenische Kultur zurückgeht. Sowohl literarische Schauplätze wichtiger Mythen als auch bekannte Heiligtümer lassen sich mit Orten in Verbindung bringen, die einst wichtige mykenische Zentren waren, in der Zeit der Griechen aber bereits erheblich an Bedeutung verloren hatten.
Die Mykener verehrten womöglich Poseidon – für sie ebenfalls der Gott der Erdbeben und des Meeres – als Hauptgottheit; Formen seines Namens finden sich gemeinsam mit verschiedenen anderen Olympiern in Aufzeichnungen, die in der Linear-B-Schrift abgefasst wurden, wobei Apollo und Aphrodite jedoch fehlen. Lediglich etwa die Hälfte des mykenischen Pantheons scheinen die „Dunklen Jahrhunderte“ in Griechenland überdauert zu haben. Die archäologischen Nachweise für die Kontinuität der Religion sind aber etwa für Kreta und Zypern weitaus überzeugender als für das griechische Festland.
Es ist möglich, dass religiöse Konzepte der Griechen Ideen und Praktiken früherer Kulturen aus ihrer Umgebung übernommen haben; die Minoische Religion, der Nahe Osten oder Zypern könnten hierbei eine Rolle gespielt haben. Herodot, der im 5. Jahrhundert v. Chr. wirkte, verortete den Ursprung vieler religiöser Praktiken der Griechen in Ägypten.
Die hypothetische Annahme einer „Muttergöttin“, nach der eine steinzeitliche Religionsform, die von einer Großen Göttin dominiert wurde, durch eine männlich dominierte indoeuropäische Form ersetzt wurde, hat man auch für Griechenland, das Minoische Kreta und andere Regionen vorgeschlagen, spielte aber im wissenschaftlichen Diskurs lange Zeit keine wichtige Rolle, da es zu wenige Belege für eine abschließende Beurteilung gibt. Immerhin sind auf Zeugnissen minoischer Kunst mehr Göttinnen als Götter dargestellt. Die zwölf Olympier mit Zeus als Göttervater haben sicher einen starken indoeuropäischen Einfluss; durch die Epen Homers wurden sie – mit Ausnahme von Dionysos, dem aber mehrere Homerische Hymnen gewidmet wurden – im Bewusstsein der antiken Griechen tief verankert.

### Archaische und klassische Zeit
Die archaische und klassische Periode Griechenlands war geprägt von aufblühenden Städten und der Errichtung von steinernen Tempeln, die sich in Aufbau und Gestaltung allerorten ähnlich waren. Die Religion war eng verwoben mit dem öffentlichen Leben und die Priester entstammten meist den lokalen Eliten. Religiöse Motive bestimmten die Arbeiten der griechischen Skulptur, allerdings wohl nicht die heute verloren gegangenen Erzeugnisse der Malerei. Während ein Großteil der religiösen Aktivitäten, neben dem privaten Bereich, auf den sozialen Zusammenhalt innerhalb der eigenen Polis abzielte, zogen wichtige „panhellenische“ Heiligtümer Besucher aus der gesamten griechischen Welt an. Diese Heiligtümer waren ein wichtiger Faktor bei der Entwicklung eines gesamtgriechischen nationalen Selbstbewusstseins.
Die Hauptströmung der griechischen Religion blieb nicht von Kritik aus der eigenen Gesellschaft verschont. Als die griechischen Philosophen ihre Ansichten über Ethik entwickelten, wurden die olympischen Götter zu fragwürdigen Wesen erklärt. Verschiedene namhafte Philosophen kritisierten den Götterglauben, der erste von ihnen war Xenophanes, welcher sowohl die Lasterhaftigkeit der Götter als auch deren anthropomorphe Darstellung kritisierte. Platon schrieb, dass es eine übergeordnete Gottheit gebe, die er als „Form des Guten“ bezeichnete, und von der er glaubte, dass sie eine Emanation des Vollkommenen sei. Sein Schüler Aristoteles stellte ebenso die Existenz polytheistischer Gottheiten in Frage, da es ihm an ausreichenden empirischen Belegen fehlte. Er glaubte an einen Ersten Beweger, der die Schöpfung in Bewegung gesetzt hatte, aber nicht mit dem ganzen Universum verbunden oder daran interessiert war.

### Hellenistische Zeit

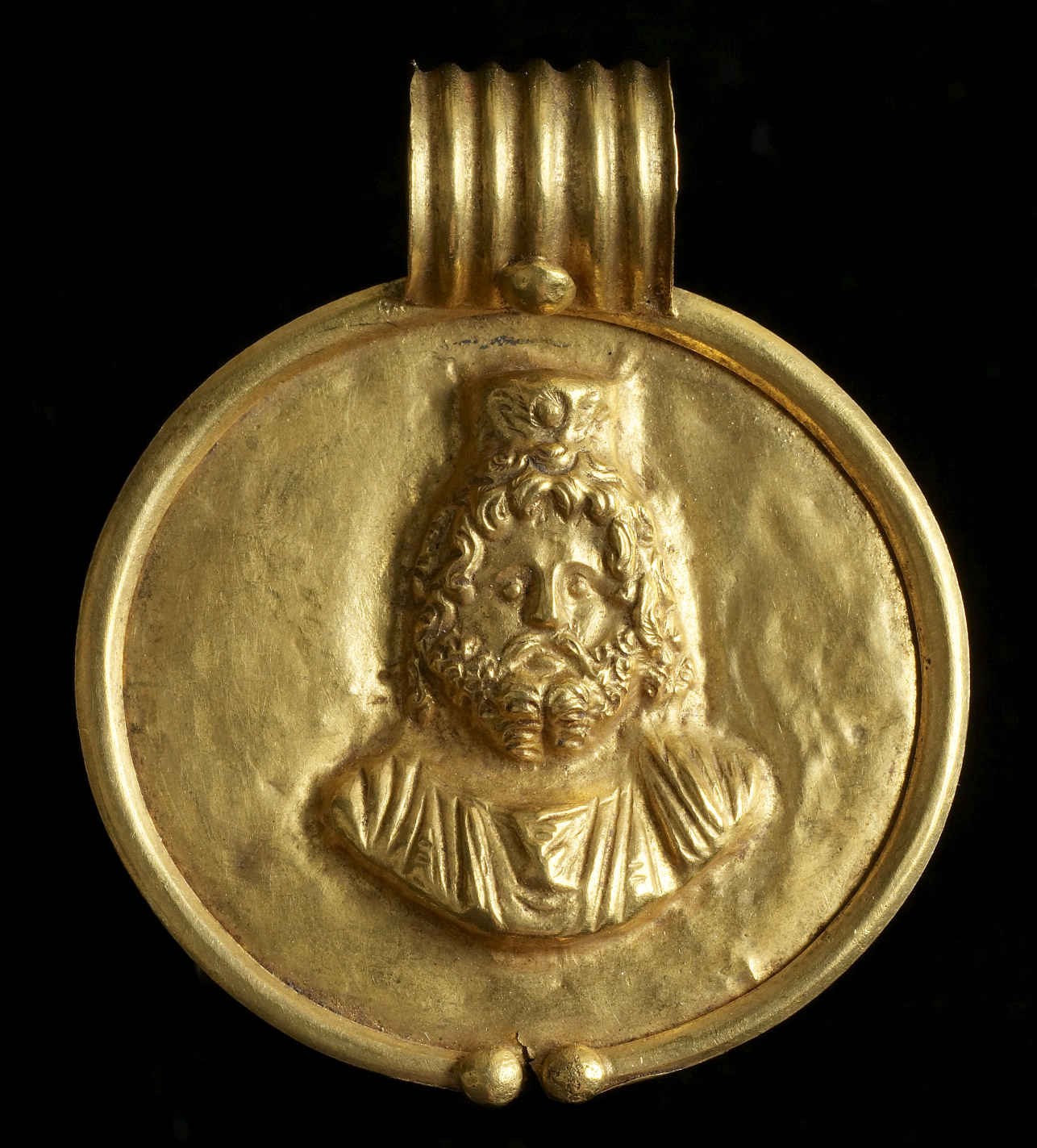
Darstellung von Serapis auf einem Anhänger, Ägypten, zweites Jahrhundert v. Chr.

In der hellenistischen Periode zwischen dem Tod Alexanders des Großen im Jahr 323 v. Chr. und der Eroberung Griechenlands durch die Römer 146 v. Chr. entwickelte sich die griechische Religion in verschiedene Richtungen, was auch durch einige Eroberungszüge Alexanders bedingt wurde. Die neuen Dynastien der Diadochen und übrigen Herrscher eiferten Alexander nach, indem sie oft großzügig in Tempelgebäude investierten und versuchten sich als Empfänger eines Herrscherkultes zu etablieren; dies gelang besonders der ptolemäischen Dynastie in Ägypten, da es dort im Rahmen der traditionellen ägyptischen Religion seit langem Monarchen gab, die als Götter verehrt wurden. Der monumentale Pergamonaltar (heute in Berlin) und der Altar des Hieron auf Sizilien sind Beispiele außergewöhnlich großer Bauten dieser Epoche.
Sowohl neue Kulte eingeführter Gottheiten, wie Isis aus Ägypten, Atargatis aus Syrien oder Kybele aus Anatolien, als auch verschiedene philosophische Strömungen, wie Platonismus, Stoizismus und Epikureismus, nahmen an Bedeutung zu; beide neigten dazu, sich von der traditionellen Religion zu entfernen, obwohl es für die meisten Griechen möglich war, mehr als einer dieser Gruppierungen anzugehören. Der Reichsgott Serapis war im Wesentlichen eine hellenistische Schöpfung, die als hybride Form aus griechischen und lokalen Elementen aus politischen Gründen durch Ptolemäus I. Soter verbreitet wurde. Philosophische Bewegungen, einschließlich der Orphiker und Pythagoreer, stellten die ethische Rechtmäßigkeit und Gottgefälligkeit des Tieropfers in Frage; aus deren erhaltenen Texten weiß man, dass Empedokles und Theophrast – beide Vegetarier – ebenfalls Anstoß daran nahmen. Recht spät in der Epoche entwickelte sich die hellenistische Astrologie als eine weitere Abspaltung von der traditionellen Religionspraxis. Obwohl die überlieferten Mythen, Feste und Glaubensinhalte weiter fortbestanden, führten die genannten Entwicklungen zu einer Abwendung vom traditionellen Pantheon, besonders unter den Gebildeten, wohl aber weitgehend auch in der breiten Bevölkerung.

### Römisches Reich
Als die Römische Republik im Jahr 146 v. Chr. Griechenland annektierte, übernahm sie – neben vielen anderen Aspekten griechischer Kultur wie literarische und architektonische Stile – große Teile der griechischen Religion. Deren Götter wurden gleichgesetzt mit den antiken römischen Gottheiten; Zeus mit Jupiter, Hera mit Juno, Poseidon mit Neptun, Aphrodite mit Venus, Ares mit Mars, Artemis mit Diana, Athene mit Minerva, Hermes mit Merkur, Hephaistos mit Vulkan, Hestia mit Vesta, Demeter mit Ceres, Hades mit Pluto, Tyche mit Fortuna, und Pan mit Faunus. Manche Götter, wie Apollo und Bacchus, hatten die Römer schon früher adoptiert. Viele Götter hingegen, die in der römischen Religion bereits vor der Interaktion mit Griechenland existierten, wurden nicht mit einer griechischen Gottheit in Verbindung gebracht, beispielsweise Janus und Quirinus.
Die Römer investierten nicht viel in die religiöse Infrastruktur Griechenlands, abgesehen von Heiligtümern, die für ihren Kaiserkult eine Rolle spielten und sich in allen wichtigen Städten befanden; eine Ausnahme war etwa Kaiser Antoninus Pius (138 – 161 n. Chr.), der u. a. den Bacchustempel in Baalbek finanzierte – wohl das beeindruckendste erhaltene Tempelgebäude aus der Kaiserzeit. Man könnte sagen, dass die griechische Welt zur damaligen Zeit gut mit Heiligtümern ausgestattet war. Römische Herrscher und Statthalter entwendeten oft berühmte Statuen aus den Heiligtümern und ersetzten sie manchmal durch zeitgenössische Kopien. Gaius Verres, Statthalter Siziliens von 73 – 70 v. Chr., musste sich nach seiner Amtszeit, was ungewöhnlich war, vor Gericht unter anderem wegen Tempelraubs verantworten.
Die ausgedehnten Eroberungszüge der Römer in den östlichen Teil der bekannten Welt führten dazu, dass in Griechenland und dem westlichen Teil des Reiches neue religiöse Kulte aus Ägypten und Asien an Popularität gewannen.

### Niedergang
Eine Ursache für den Niedergang des griechisch-römischen Polytheismus war dessen synkretistisches Wesen, das durch die Assimilation religiöser Ideen und Praktiken aus einer Vielzahl fremder Traditionen aus allen Teilen des riesigen Römischen Reichs geprägt worden war. Philosophische Schulen eigneten sich Elemente des Judentums und des frühen Christentums an, auch Mysterienreligionen wie der Mithraskult nahmen an Beliebtheit zu. Kaiser Konstantin war der erste römische Kaiser, der sich zum Christentum bekannte, und die Mailänder Vereinbarung von 313 gewährte den Christen im Reich erstmals freie Ausübung ihrer Religion. Dennoch scheint es in Griechenland und andernorts weiterhin eine grundsätzliche Trennung christlicher und nichtchristlicher Gemeinschaften gegeben zu haben, wobei wohl auch wenig kultureller Austausch stattfand. In den Stadtzentren wurden die Versammlungsorte und Tempelkomplexe weiter von den alteingesessenen Religionsgruppen genutzt, während sich die Christen eigene neue Anlagen in der Peripherie der Städte schufen. Entgegen älterer Lehrmeinungen setzten neu konvertierte Christen nicht einfach ihre Religionsausübung bruchlos in zu ihren Zwecken umfunktionierten Tempeln fort, vielmehr entstanden neue christliche Gemeinschaften aufgrund der fortschreitenden Zersetzung der älteren nichtchristlichen Gruppen, die letztendlich verdrängt und aufgelöst wurden.
Der römische Kaiser Julian, ein christlich erzogener Neffe Konstantins, unternahm den Versuch, die Benachteiligung der nichtchristlichen Religionen zu beenden und eine synkretistische Form des griechisch-römischen Polytheismus wiederherzustellen, die er „Hellenismus“ nannte. Julian verfolgte die durch seine christliche Bildung beeinflusste Absicht, eine einzige zentral gesteuerte Version der verschiedenen alten heidnischen Traditionen ins Leben zu rufen, an deren Spitze eine Priesterschaft und ein kohärenter auf dem Neuplatonismus basierender Korpus aus Lehre, Ritual und Liturgie stehen sollte. Jovian, Valentinian I. und Valens setzten Julians Politik des Ausgleichs zwischen Nichtchristen und Christen im Reich fort.
Die offizielle Verfolgung des Heidentums im östlichen Teil des Reiches setzte unter Theodosius I. im Jahr 381 n. Chr. ein. Theodosius setzte kompromisslos anti-heidnische Gesetze durch, ließ Priesterschaften auflösen und Tempel zerstören, und nahm persönlich an christlichen Aktionen gegen heilige Stätten der Heiden teil. Er erließ Gesetze, die nicht nur die Verehrung heidnischer Götter in der Öffentlichkeit verboten, sondern auch im privaten Raum. Die letzten Olympischen Spiele fanden 393 n. Chr. statt, und Theodosius erstickte wahrscheinlich alle folgenden Versuche, die Spiele erneut auszurichten.
Gratian, Kaiser im Westen des Römischen Reiches, setzte der inoffiziellen Toleranz, die seit Julian im Westen verbreitet gewesen war, unter dem Einfluss seines Ratgebers Ambrosius von Mailand ein Ende. Im Jahr 382 n. Chr. beschlagnahmte Gratian die Einkünfte und den Besitz der verbliebenen heidnischen Priester, ließ Altäre entfernen und konfiszierte Tempel. Nichtchristliche Senatoren wandten ein, dass Gratian seine Pflicht als Pontifex Maximus ignoriere, die Durchführung der griechisch-römischen Riten zu garantieren, woraufhin Gratian diesen Titel ablegte.
Neben der offiziellen Unterdrückung der alten griechisch-römischen Religion durch die römische Regierung hätte deren Ausübung gut in ländlichen und abgelegenen Gebieten bis in das Mittelalter hinein bestehen können. Ein Apollon geweihter Tempel, dem eine Gemeinschaft von Verehrern und ein heiliger Hain zugehörten, existierte am Monte Cassino bis ins Jahr 529 n. Chr., als er von Benedikt von Nursia, der Altar und heiligen Hain zerstörte, gewaltsam in eine christliche Kapelle umgewandelt wurde. Andere heidnische Gemeinschaften erhielten sich wenigstens bis in das frühe Mittelalter hinein, so etwa die Manioten auf der griechischen Halbinsel Mani.

### Moderne Revivals

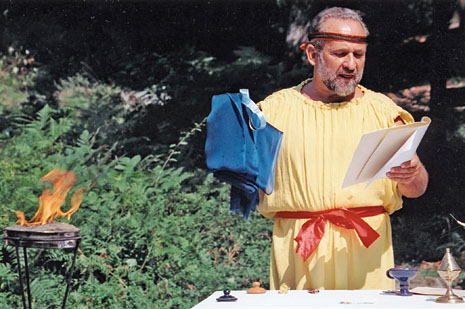
Ein Priester führt ein Ritual durch.

Griechische Religion und Philosophie haben eine Anzahl von Wiederbelebungsversuchen erfahren, zuerst in den Künsten, im Humanismus, und in der Geisteshaltung des Neuplatonismus der Renaissance, von dem viele sicher glaubten, dass er eine Wirkung auf die wirkliche Welt haben könnte. Während der Zeitperiode zwischen dem 14. und 17. Jahrhundert, in der die Literatur und Philosophie der alten Griechen breite Rezeption erfuhr, weitete sich diese neue Popularität jedoch nicht auf die antike Religionsform der Griechen aus, besonders nicht auf die ursprünglichen Formen des Theismus, denn die meisten Abhandlungen über griechische Philosophie wurden innerhalb eines klaren christlichen Kontexts verfasst.
Frühe Protagonisten, die sich um Wiederbelebung der altgriechischen Religion und Philosophie bemühten, waren der englische Polytheist John Fransham (1730–1810), der sich auch für Neoplatonismus interessierte, und Thomas Taylor (1758–1835), der die ersten englischen Übersetzungen zahlreicher religiöser und philosophischer Texte des Neoplatonismus besorgte.
In jüngerer Zeit versucht man ein Revival mit dem zeitgenössischen Hellenismos. In Griechenland wird (in etwa) die Bezeichnung „Nationalreligion der Griechen“ (Ελληνική εθνική θρησκεία) verwendet. Der moderne Hellenismos berücksichtigt neoplatonische und platonische Spekulation (Porphyr, Libanius, Proclus und Julian) ebenso wie klassische Kultpraxis. Nichtsdestoweniger hat er viel weniger Anhänger als die griechisch-orthodoxe Kirche. Nach Schätzungen der US-Regierung gibt es unter den 11 Millionen Griechen etwa 2.000 Anhänger der altgriechischen Religion; dahingegen behaupten führende Persönlichkeiten des Hellenismos eine Anhängerzahl von 100.000 Personen.